# Carepalxis bilobata
Carepalxis bilobata là một loài nhện trong họ Araneidae.
Loài này thuộc chi Carepalxis. Carepalxis bilobata được Eugen von Keyserling miêu tả năm 1886.